# Эпуралии

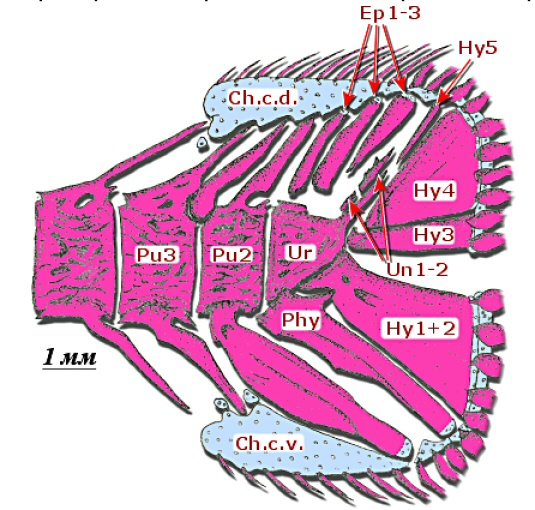
Скелет хвостового плавника нототениопса-чижа (Notohteniops tchizh, сем. Нототениевые); рисунок препарата, окрашенного ализариновым красным С; малиновым цветом показана костная ткань, голубым — хрящ: Pu — преуральные позвонки, Ur — уростиль, Ep — 1—3 эпуралии, Hy — гипуралии.

Эпуралии (от др.-греч. epi — «над» и urá — «хвост») — удлинённые изолированные кости в скелете хвостового плавника костистых рыб, поддерживающие верхние дополнительные лучи хвостового плавника; расположены над уростилем и за последним невральным отростком преурального позвонка. Число эпуралий у костистых рыб варьирует от одной у высших костистых до трёх у примитивных лучепёрых рыб. По происхождению эпуралии являются остаточными элементами невральных остистых отростков уральных позвонков, сливающихся в раннем онтогенезе в уростиль.